# Riccardo Ghedin
Riccardo Ghedin (Roma, 5 dicembre 1985) è un ex tennista italiano.

## Biografia
Il padre è l'ex calciatore Pietro Ghedin.

## Carriera
Riccardo Ghedin si qualifica per la prima volta per il main-draw di un torneo dello Slam a Wimbledon nel 2009. In questa circostanza viene eliminato già al primo turno da Ernests Gulbis con il punteggio di 2-6, 4-6, 4-6.
Nel settembre 2012 l'italiano supera le qualificazioni del torneo ATP 250 di Kuala Lumpur battendo Alexander Peya e Treat Conrad Huey. Al primo turno del tabellone principale viene sconfitto da Wang Yeu-tzuoo.
Nel giugno 2013 Ghedin partecipa alle qualificazioni del torneo di Halle. Accede al tabellone principale dopo aver battuto nell'ordine: Érik Chvojka, Alex Kuznetsov e Denys Molčanov. Al primo turno perde, dopo una lotta di 2h 16', contro l'austriaco Jürgen Melzer in tre set.
Il 21 Agosto 2019 Ghedin partecipa al torneo FIT 5000€+H di Bagnacavallo (RA), dove viene sconfitto al primo turno dall'ucraino Vladimir Mykhailov col punteggio di 1-6 5-7 che ne sancisce il ritiro dal tennis giocato.

## Statistiche

### Tornei minori

#### Singolare

##### Vittorie (5)
| Legenda tornei minori |
| Challenger (0)        |
| Futures (5)           |

| N. | Data             | Torneo               | Superficie  | Avversario in finale | Punteggio        |
| 1. | 11 maggio 2008   | Greece F1, Kos       | Cemento     | Shane La Porte       | 6-3, 6-2         |
| 2. | 14 giugno 2008   | Norway F1, Gausdal   | Cemento     | Stian Boretti        | 1-6, 6-3, 6-1    |
| 3. | 21 marzo 2010    | China F1, Kaiyuan    | Cemento (i) | Fabrice Martin       | 6-3, 6-4         |
| 4. | 14 agosto 2011   | Turkey F23, Istanbul | Cemento     | Brydan Klein         | 6-3, 6-3         |
| 5. | 12 febbraio 2012 | Turkey F5, Antalya   | Cemento     | Niels Desein         | 1–6, 6–4, 7–6(5) |

#### Doppio

##### Vittorie (23)
| Legenda tornei minori |
| Challenger (7)        |
| Futures (16)          |

| N. | Data             | Torneo                                           | Superficie  | Compagno              | Avversari in finale                 | Punteggio        |
| 1. | 19 marzo 2011    | Open Guadeloupe, Le Gosier                       | Cemento     | Stéphane Robert       | Arnaud Clément Olivier Rochus       | 6-2, 5-7, [10-7] |
| 2. | 3 settembre 2011 | Bangkok Challenger, Bangkok                      | Cemento     | Pierre-Ludovic Duclos | Nicholas Monroe Ludovic Walter      | 6-4, 6-4         |
| 3. | 27 luglio 2013   | President's Cup, Astana                          | Cemento     | Claudio Grassi        | Andrej Golubev Michail Kukuškin     | 3-6, 6-3, [10-8] |
| 4. | 1º novembre 2013 | Morocco Tennis Tour - Casablanca, Casablanca     | Cemento     | Claudio Grassi        | Gero Kretschmer Alexander Satschko  | 6-4, 6-4         |
| 5. | 5 settembre 2015 | Bangkok Challenger, Bangkok                      | Cemento     | Bai Yan               | Chen Ti Li Zhe                      | 6-2, 7-5         |
| 6. | 30 aprile 2016   | ATP China International Tennis Challenge, Anning | Terra rossa | Bai Yan               | Denys Molčanov Oleksandr Nedovjesov | 4-6, 6-3, [10-6] |
| 7. | 13 agosto 2016   | Adriatic Challenger                              | Terra rossa | Alessandro Motti      | Lucas Miedler Mark Vervoort         | 6-4, 6-4         |